# 新緬因鎮區 (明尼蘇達州馬歇爾縣)
新緬因鎮區（英語：New Maine Township）是位於美國明尼蘇達州馬歇爾縣的一個行政鎮區。

## 歷史
新緬因鎮區於1900年設立，得名自大部份定居者的故鄉緬因州。

## 地方資料
新緬因鎮區的面積為95.52平方千米，皆為陸地。根據2020年美國人口普查的數據，當地共有人口200人，而人口密度為每平方千米2.09人。